# Усачик вершинный украшенный
Усачик вершинный украшенный (лат. Pogonocherus decoratus) — вид жесткокрылых из семейства усачей. Время лёта жука с марта по октябрь.

## Распространение
Распространён в Европе, России и на Кавказе.

## Описание
Жук коренастые длиной от 4,5 до 6 мм. Надкрылья по бокам с продольными рёбрышками. Основания с 3 по 11 сегменты усиков с беловатые.

## Развитие
Развитие вида длится от года до двух лет. Кормовыми растениями являются: главным образом сосна (Pinus), но также ель (Picea) и пихта (Abies)